# Амир Карич
Амир Карич (словен. Amir Karič, нар. 31 грудня 1973, Веленє) — словенський футболіст, півзахисник клубу «Железничар» (Марибор).
Насамперед відомий виступами за «Марибор» та національну збірну Словенії.

## Клубна кар'єра
У дорослому футболі дебютував у 1991 році виступами за команду клубу «Рудар» (Веленє), в якій провів два сезони, взявши участь у 34 матчах чемпіонату. 
Своєю грою за цю команду привернув увагу представників тренерського штабу клубу «Марибор», до складу якого приєднався у 1993 році. Відіграв за команду з Марибора наступні чотири сезони своєї ігрової кар'єри. Більшість часу, проведеного у складі «Марибора», був гравцем основного складу команди.
Протягом 1997—1998 років захищав кольори команди японського клубу «Гамба Осака».
У 1998 році повернувся до клубу «Марибор». Цього разу провів у складі його команди три сезони. 
У 2001 році провів три гри у складі команди англійського «Крістал Пелеса».
З 2001 року знову, цього разу три сезони, захищав кольори команди клубу «Марибор». 
Згодом з 2004 до 2011 року грав у складі команд клубів «Москва», «Мура 05», «Аполлон», «Копер», «Анортосіс», «Інтерблок» та «Олімпія» (Любляна).
До складу нижчолігового словенського клубу «Железничар» (Марибор) досвідчений футболіст приєднався у 2012 році. Наразі встиг відіграти за цю команду 12 матчів в національному чемпіонаті.

## Виступи за збірну
1996 року дебютував в офіційних матчах у складі національної збірної Словенії. Наразі провів у формі головної команди країни 64 матчі, забивши 1 гол.
У складі збірної був учасником чемпіонату Європи 2000 року у Бельгії та Нідерландах, чемпіонату світу 2002 року в Японії і Південній Кореї.

## Титули і досягнення
- Чемпіон Словенії (7):

«Марибор»: 1996-97, 1998-99, 1999-2000, 2000-01, 2001-02, 2002-03
«Копер»: 2009-10
- Володар Кубка Словенії (5):

«Марибор»: 1993-94, 1996-97, 1998-99, 2003-04
«Копер»: 2005-06
- Володар Суперкубка Словенії (1):

«Копер»: 2010